# Menthon
Menthon (Betonung auf der zweiten Silbe: Menthon) ist ein monocyclisches Monoterpen-Keton.

## Vertreter
Es gibt zwei enantiomere Menthone, das (2S,5R)-(−)-Menthon [auch kurz als (−)-Menthon bezeichnet] sowie das (2R,5S)-(+)-Menthon [auch kurz als (+)-Menthon bezeichnet].
Im Menthon sind die Substituenten am Cyclohexanonring trans-ständig angeordnet, die Isomere mit cis-Konfiguration werden als Isomenthon bezeichnet.
| Enantiomere von Menthon |                               |                               |
| Name                    | (−)-Menthon                   | (+)-Menthon                   |
| Andere Namen            | (2S,5R)-(−)-Menthon L-Menthon | (2R,5S)-(+)-Menthon D-Menthon |
| Strukturformel          |                               |                               |
| CAS-Nummer              | 14073-97-3                    | 3391-87-5                     |
| CAS-Nummer              | 89-80-5 (Racemat)             |                               |
| EG-Nummer               | 237-926-1                     | 222-227-6                     |
| ECHA-Infocard           | 100.034.464                   | 100.020.207                   |
| PubChem                 | 26447                         | 443159                        |
| FL-Nummer               | 07.176 (Isomerengemisch)      | 07.176 (Isomerengemisch)      |
| Wikidata                | Q424902                       | Q27105203                     |

## Vorkommen
(−)-Menthon findet sich im Geraniumöl und im Pfefferminzöl.

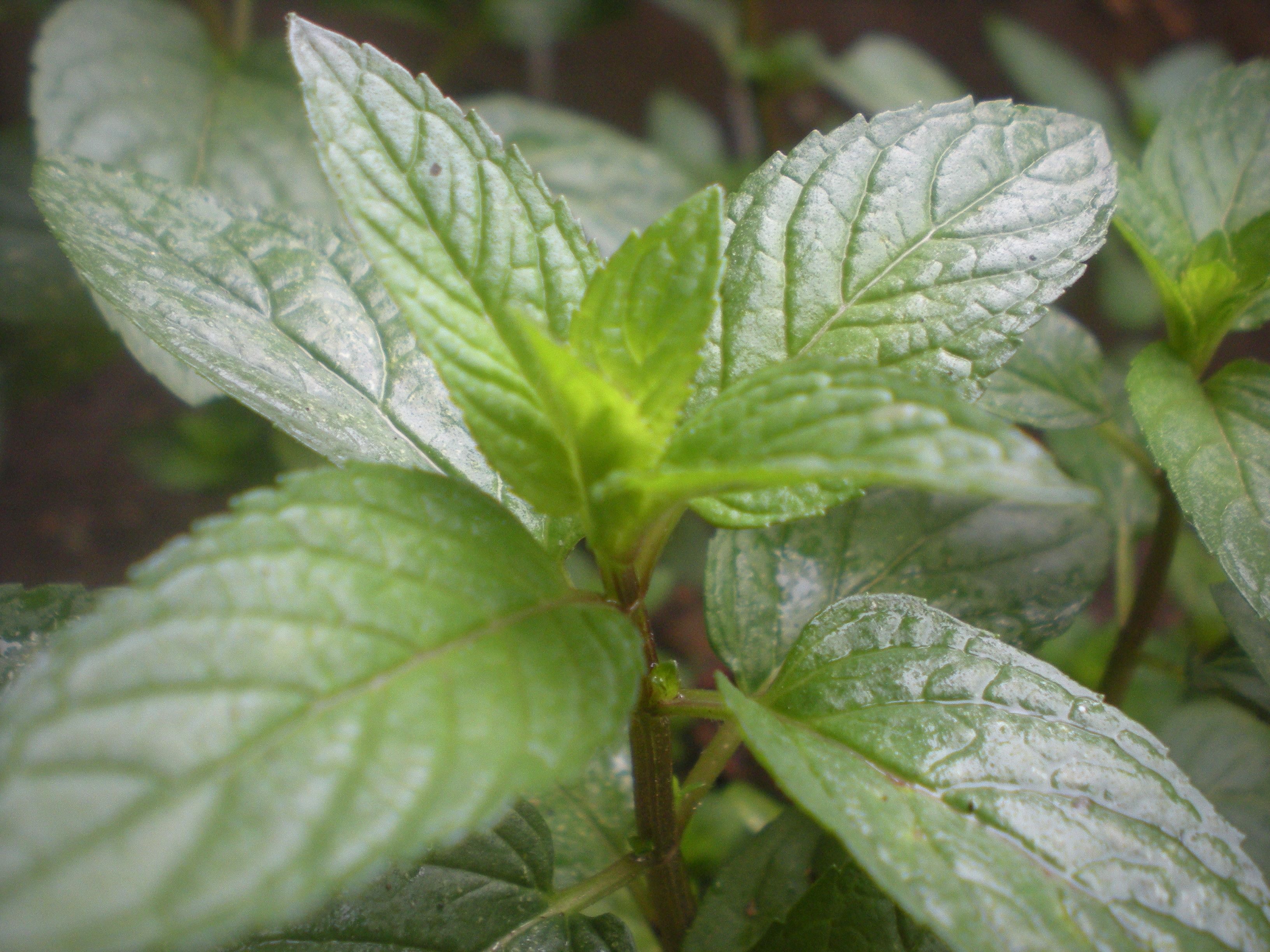
Pfefferminze (Mentha × piperita) enthält (−)-Menthon.

(+)-Menthon ist zusammen mit (−)-Isomenthon der Hauptbestandteil des Buchublätteröl (Agathosma betulina).

## Gewinnung und Darstellung
Menthon lässt sich durch Oxidation von Menthol herstellen. Die einfachste Oxidation ist die Umsetzung mit Kaliumdichromat in Schwefelsäure.

## Eigenschaften

### Physikalische Eigenschaften
Menthon ist eine farblose Flüssigkeit mit Minzgeruch.
Die Verbindung erstarrt bei −6 °C und siedet bei Normaldruck bei ungefähr 210 °C. Das Racemat siedet bei 207 °C. Beide Enantiomere sind in Wasser mit 308 mg·l−1 nur schwer aber gut in Ethanol löslich und haben eine Dichte von 0,89 g·cm−3.
Der Flammpunkt der Enantiomeren liegt bei 72 °C, der des Racemats bei 69 °C.

## Analytik
Die zuverlässige qualitative und quantitative Bestimmung von Menthon gelingt nach angemessener Probenvorbereitung durch die Kopplung der Gaschromatographie mit der Massenspektrometrie in Verbindung mit der Dampfraumanalyse. So kann auch in der forensischen Analytik der Gebrauch von menthonhaltigen alkoholischen Getränken sicher festgestellt werden.